# Val en Vignes
Val en Vignes ist eine französische Gemeinde im Département Deux-Sèvres in der Region Nouvelle-Aquitaine. Sie gehört zum Arrondissement Bressuire und zum Kanton Le Val de Thouet. Die Einwohner werden Valenvignois genannt.
Val en Vignes entstand als Commune nouvelle mit Wirkung vom 1. Januar 2017 aus dem Zusammenschluss der bisherigen Gemeinden Cersay, Bouillé-Saint-Paul und Massais. Sitz der Gemeindeverwaltung ist Cersay.

## Gliederung
| Ortsteil                   | ehemaliger INSEE-Code | Fläche (km²) | Einwohnerzahl (2016) |
| -------------------------- | --------------------- | ------------ | -------------------- |
| Bouillé-Saint-Paul         | 79044                 | 20,38        | 404                  |
| Cersay (Verwaltungssitz)00 | 79063                 | 36,78        | 705                  |
| Saint-Pierre-à-Champ       | 79288                 | 36,78        | 296                  |
| Massais                    | 79168                 | 21,14        | 638                  |

## Geographie
Sie grenzt
- im Norden an Passavant-sur-Layon und Lys-Haut-Layon,
- im Osten und Nordosten an Bouillé-Loretz,
- im Osten an Loretz-d’Argenton mit Argenton-l’Église
- im Südosten an Mauzé-Thouarsais,
- im Süden an Moutiers-sous-Argenton,
- im Südwesten an Le Breuil-sous-Argenton,
- im Westen an Ulcot und Genneton sowie
- im Nordwesten an Cléré-sur-Layon.

Durch die Gemeinde führt im Südosten der Fluss Argenton und im Nordwesten die Soire.